# Brotton
Brotton är en by i civil parish Skelton and Brotton, i distriktet Redcar and Cleveland, i grevskapet North Yorkshire, i England. Byn är belägen 68,6 km från York. Orten har 5 508 invånare (2016). Brotton var en civil parish fram till 1974. Civil parish hade 4 262 invånare år 1951. Byn nämndes i Domedagsboken (Domesday Book) år 1086, och kallades då Broctune/Brotune.